# Пиль, Раймо
Лаури Раймо Пиль (швед. Lauri Raimo Pihl; род. 28 октября 1949, Суоденниеми, Турку-Пори) — шведский легкоатлет, специалист по метанию копья и многоборьям. Выступал за сборную Швеции по лёгкой атлетике в 1970-х годах, бронзовый призёр Кубка Европы в командном зачёте, многократный победитель и призёр первенств национального значения, участник летних Олимпийских игр в Монреале.

## Биография
Раймо Пиль родился 28 октября 1949 года в муниципалитете Суоденниеми, Финляндия.
Занимался лёгкой атлетикой в Стокгольме в столичном клубе Stockholms Spårvägars GIF. В начале специализировался на метании копья, но позже в связи с травмой перешёл в десятиборье.
На протяжении 1970-х годов входил в число сильнейших копьеметателей Швеции, в частности четыре раза выигрывал национальный чемпионат в этой дисциплине (1970, 1974, 1976, 1978), один раз становился серебряным призёром (1975) и дважды бронзовым (1969, 1979). Также имеет в послужном списке победы на чемпионатах Швеции в пятиборье (1974) и десятиборье (1976).
Впервые заявил о себе в десятиборье на международном уровне в сезоне 1974 года, когда вошёл в состав шведской национальной сборной и побывал на чемпионате Европы в Риме — досрочно завершил здесь выступление и не показал никакого результата.
В 1975 году на Кубке Европы по легкоатлетическим многоборьям в Быдгоще закрыл десятку сильнейших в личном зачёте и помог своим соотечественникам выиграть бронзовые медали командного зачёта.
Благодаря череде удачных выступлений удостоился права защищать честь страны на летних Олимпийских играх 1976 года в Монреале — набрал в сумме всех дисциплин десятиборья 8218 очков, установив тем самым свой личный рекорд, и расположился в итоговом протоколе соревнований на четвёртой строке.
В 1978 году участвовал в метании копья на чемпионате Европы в Праге, но не смог преодолеть предварительный квалификационный этап.
Женат на известной шведской бегунье Хелене Пиль (Йоханссон), участнице Олимпийских игр 1980 года в Москве.